# Процес стабілізації й асоціації ЄС
Процес стабілізації й асоціації ЄС — процес, які проходять країни, які висловили бажання приєднатися до ЄС. ЄС укладає угоду про асоціацію в обмін на зобов'язання політичних, економічних, торговельних реформ і забезпечення прав людини в цій країні. В обмін на це, країна може отримати безмитний доступ до деяких або всіх ринках ЄС, а також фінансову або технічну допомогу.
Угода про стабілізацію й асоціацію є частиною Процесу стабілізації й асоціації й Європейської політики сусідства. На травень 2012 країни Балканського півострова знаходяться в активній частині адаптації угоди про стабілізацію й асоціацію.
Деякі пункти угоди вже були виконані різними країнами Балкан, які явно містять положення про майбутнє членство в ЄС відповідних держав. Ці угоди схожі з підписаними з країнами Центральної та Східної Європи в 1990-і й угодою про асоціацію з Туреччиною.
Кожна угода про асоціацію має бути ратифіковані країною кандидатом і всіма державами-членами ЄС.